# Русаново
Руса́ново (рос. Русаново) — село у складі Орловського району Кіровської області, Росія. Входить до складу Орловського сільського поселення.
Населення становить 244 особи (2010, 325 у 2002).
Національний склад станом на 2002 рік — росіяни 91 %.